# 端野町
端野町（たんのちょう）は、北海道網走支庁管内の常呂郡に存在した町で、2006年（平成18年）3月5日に北見市（旧）、常呂町、留辺蘂町と新設合併し北見市（新）となった。

## 町名の由来
アイヌ語の「ヌプケシ（nup-kes）」（野・の末端）あるいは「ヌプホンケシ（nup-hon-kes）」（野・の腹・の末端）の意訳と考えられる。
なお、北見市街の旧称「野付牛」も同一由来であり、後年地名が移動したものである。

## 地理
網走支庁中部、北見市北東部に隣接する。
南西部は平坦な水田地帯が広がる。北・東・西部は山に囲まれた丘陵。
常呂川が町を南北に縦貫する。
- 河川: 常呂川

### 隣接していた自治体
- 網走支庁
  - 北見市
  - 網走市
  - 常呂郡：常呂町
  - 網走郡：女満別町、美幌町

## 歴史
- 1897年 - 屯田兵が入植
- 1921年4月 - 野付牛町（現北見市）から分村、端野村となる。
- 1961年9月 - 町に昇格、端野町となる。
- 2006年3月 - 北見市、常呂町、留辺蘂町との新設合併に伴い廃止。

## 経済

### 産業
農業（畑作）が発達

## 姉妹都市・提携都市

### 国内
- 姉妹都市
  - 宮城県丸森町

## 教育
- 高等学校
  - 北海道北見商業高等学校
- 中学校
  - 端野
- 小学校
  - 端野

## 交通

### 空港
- 女満別空港 （女満別町）

### 鉄道
- 北海道旅客鉄道（JR北海道）
  - 石北本線 : 愛し野駅 - 端野駅 - 緋牛内駅

### バス
- 北海道北見バス

### 道路
- 一般国道
  - 国道39号
  - 国道333号
- 都道府県道
  - 北海道道7号北見常呂線
  - 北海道道104号網走端野線
  - 北海道道122号北見端野美幌線
  - 北海道道308号日吉端野線
  - 北海道道556号緋牛内北見線
  - 北海道道655号仁倉端野線
  - 北海道道1024号川向端野線

## 名所・旧跡・観光スポット・祭事・催事

### レジャー
- ノーザンアークリゾート

### 観光
- のんたの湯（温泉）

### 旧跡
- 鎖塚（緋牛内）

### 祭り
- 太陽まつり（8月）
- カレーライスマラソン（9月）

## 出身有名人
- 加藤修一（参議院議員）
- オーノキヨフミ
- 佐藤茂行